# Ticvaniu Mare
Ticvaniu Mare – wieś w Rumunii, w okręgu Caraș-Severin, w gminie Ticvaniu Mare. W 2011 roku liczyła 890 mieszkańców. 